# Campoplex variabilis
Campoplex variabilis är en stekelart som först beskrevs av Bridgman 1886.  Campoplex variabilis ingår i släktet Campoplex och familjen brokparasitsteklar. Inga underarter finns listade.